# Пагорби Лушай
Пагорби Лушай або Лушайські гори (вим. lʊˈʃaɪ, також відомі як Пагорби Мізо) утворюють горбистий регіон у системі гірського хребта Паткай, що у складі Араканських гір.

## Географія
Пагорби Лушай розташовані на кордоні Індії (штат Мізорам) та М'янми (штат Чин), більша частина гір знаходяться на території Індії. Гірський хребет тягнеться в напрямку з півночі на південь. Пхонгпуй ― найвища вершина Лушай, що піднімається на висоту 2764 метрів поблизу кордону з М'янмою, також відома як «Блакитна гора». Пхонгпуй є також найвищою гірською вершиною штату Мізорам, Індія.
Пласка, вкрита альпійськими луками вершина Пхонгпуй була головним центром народної релігії. Згідно традиційних вірувань народу Мізо, вона є місцем проживання кількох божеств.
Пагорби знаходяться у зоні сейсмічної активності, спричиненої повільним рухом Індостанської літосферної плити відносно Бірманської мікроплити. Геологічно гори складені флішовими осадовими породами пізньої крейди та еоцену, які утворюють складки та мають розломи.
Клімат коливається від субтропічного до альпійського, в залежності від висоти.
Пагорби Лушай розташовані в басейні річки Каладан, між її притоками Туйпуї та Тіау . З вершини Пхонгпуй можна побачити кордон з  М'янмою, який проходить по річці Тіау.

## Флора і фауна
Пагорби здебільшого вкриті густими бамбуковими джунглями та густим підліском, зустрічаються білі орхідеї, але в східній частині, ймовірно, завдяки меншій кількості опадів, зустрічаються ліси, в яких переважають гімалайський дуб та індійська сосна, суцільні чагарникові галявини рододендрона та альпійські луки.
На пагорбах зустрічається велика кількість різноманітних птахів: сапсан, трагопан Бліта, сонячні птахи, сіра сибія, золотогорлий барбет, фазан місіс Хьюм, птах-носорог, темнокорпий стриж, гірська бамбукова куріпка, чорний орел та інші. Також на пагорбах можна побачити тварин, таких як гірський козел, повільний лорі, тигр , леопард, леопардовий кіт, сероу, горал, азіатський чорний ведмідь, пенькохвостий макак і лангур. Дуже рідкісний хмарний леопард був зареєстрований у районі гірського хребта з 1997 року.
З 1992 року територія Пагорбів Лушай включена в охоронну територію національного парку Пхонгпуй, одного з двох національних парків в Мізорамі. Уряд Мізораму дозволяє екологічно чисте відвідування гори Пхонгпуй лише з листопада по квітень.

## Населення
Пагорби Лушай, тепер відомі як Пагорби Мізо, мають довгу історію заселення різними племенами. Народ Мізо був найбільшим і найвидатнішим серед них.
Плем'я Хмар також проживає в регіоні та має культурні зв'язки з Мізо. Південні райони пагорбів Лушаї населені народом Чакма та народом Мара.
Спільнота народу Лаї, живе в окремих частинах пагорбів Лушай.